# ليونيل جيبس
ليونيل جيبس هو مهندس معماري وسياسي كندي، ولد في 11 نوفمبر 1877، وتوفي في 5 سبتمبر 1934. حزبياً، نشط في Labour candidates and parties in Canada ‏. وقد انتخب عضو الجمعية التشريعية ألبرتا.